# سبيكة لحام القصدير

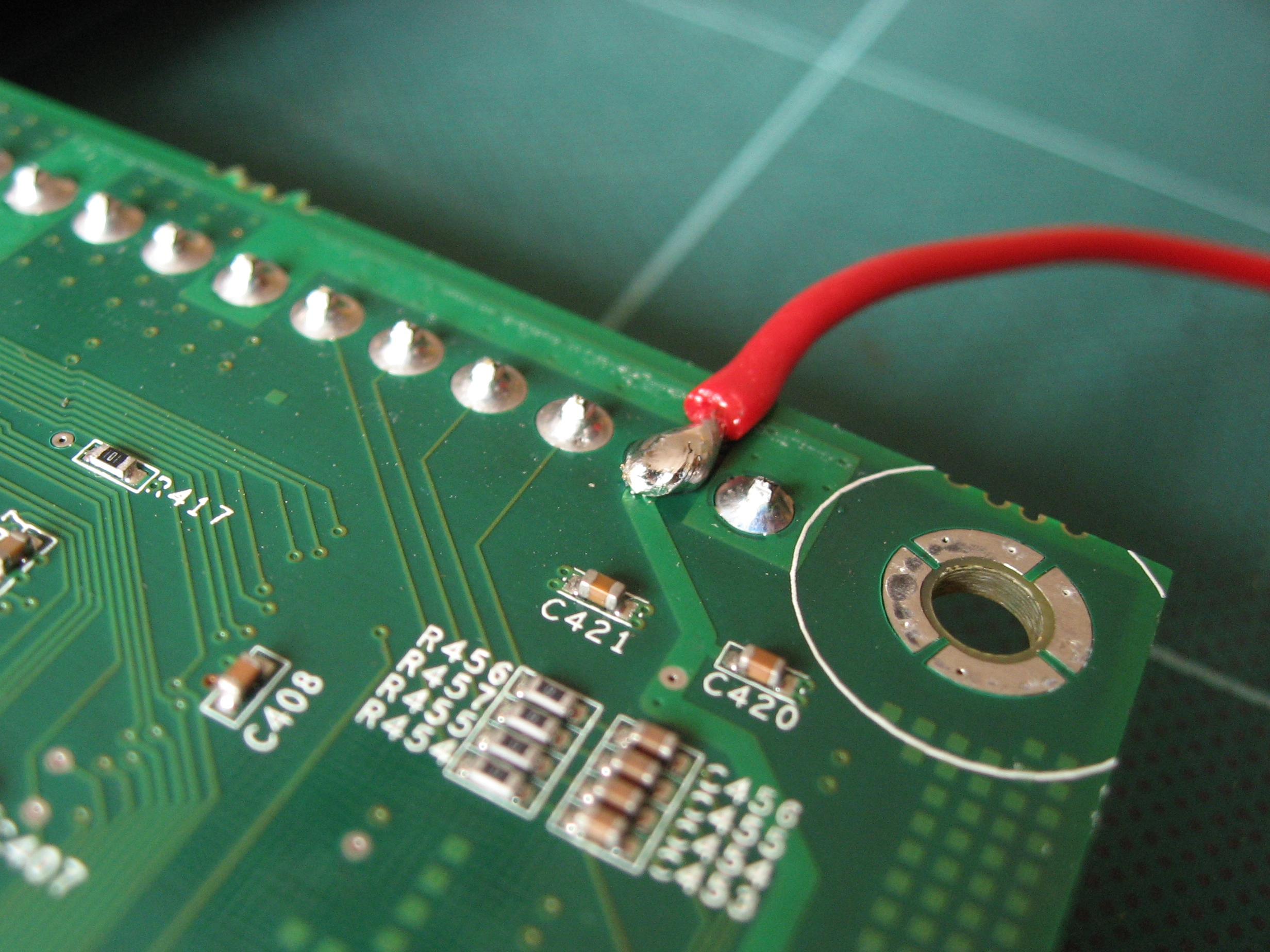
وصلات إلكترونية مثبتة بلحام القصدير.

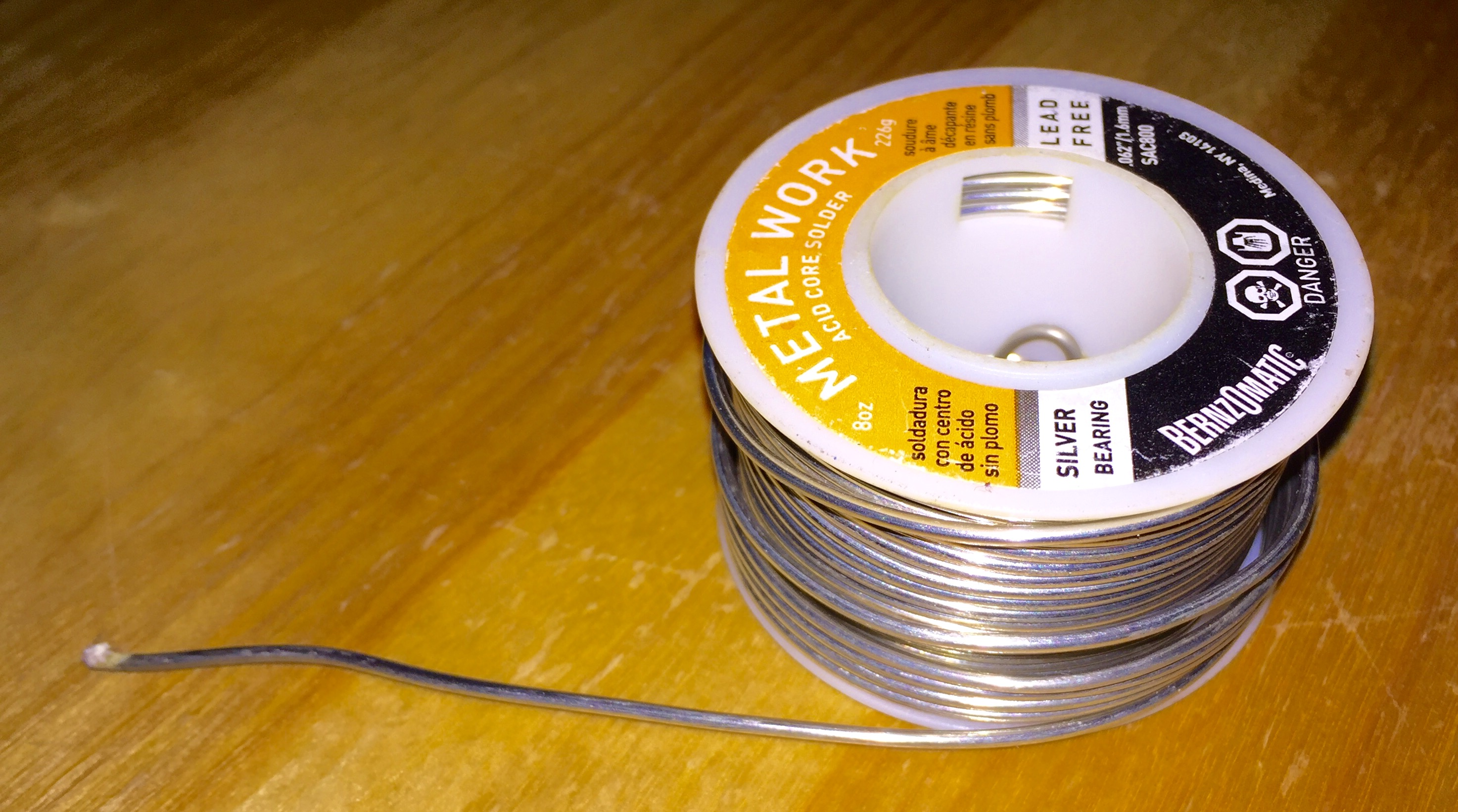
بكرة من أسلاك القصدير المستخدمة في اللحام

سبيكة لحام القصدير هي سبيكة سهلة الانصهار تتألف بشكل أساسي من القصدير وتستخدم على شكل أسلاك في اللحام بالقصدير لصنع وصلات دائمة بين القطع والوصلات المعدنية، وخاصة في مجال الإلكترونيات. كانت الأسلاك في السابق تحوي نسبة من الرصاص، إلا انه أصبح من المتوفر حالياً وجود أسلاك خالية من الرصاص، بعد سن تشريعات تحد من استخدام الأخير بسبب سميته.
أثناء عملية اللحام ينصهر السلك مما يسمح بوصل القطعتين المعدنيتين المراد لحمها، بالتالي يجب أن تكون نقطة انصهار السلك أقل من نقطة انصهار القطع المعدنية في عملية اللحام. يكون لأسلاك القصدير المستخدمة في اللحام مجال انصهار يتراوح بين 90 إلى 450 °س.
لإجراء عملية اللحام يلزم أسلاك القصدير بالإضافة إلى كاوية لحام. توجد سماكات مختلفة حسب الطلب، وعادة ما تترافق الأسلاك مع صهيرة تسهل عملية اللحام وتمنع الأكسدة ووجود شوائب.

## اقرأ أيضاً
- لحام بالقصدير
- سلك تماس